# Lato (Crète)
Pour les articles homonymes, voir Lato.
Lato (grec ancien : Λατώ) est un site archéologique et une ancienne cité de Crète. Ses ruines sont situées à 3 km environ de la ville de Kritsá au pied du mont Dikti.

## Histoire
La cité dorienne a été construite sur les hauteurs de la baie de Mirabello. Bien que la cité fût probablement construite avant l'arrivée des Doriens, les ruines datent majoritairement de cette époque (Ve et IVe siècle av. J.-C.). La cité a été détruite aux alentours de -200, mais son port (Lato Etera, ou Lato pros Kamara), situé près d'Agios Nikolaos, a été utilisé durant le règne romain. L'historien crétois Étienne de Byzance citant Xénon, a ainsi confondu Lato et Lato vers Kamara (en), mais les écoles modernes font la distinction.
La ville a pu être nommée d'après la déesse Léto (dont Lato est la forme dorienne) et a pu être mentionnée dans les tablettes en linéaire B sous le nom de RA-TO. Lato a produit une monnaie, dont les pièces représentaient la déesse Ilithyie, qui avait une place particulière à Lato.
La cité était régulièrement en conflit avec celle d'Olous,. 
Néarque, amiral d'Alexandre le Grand, est né à Lato.

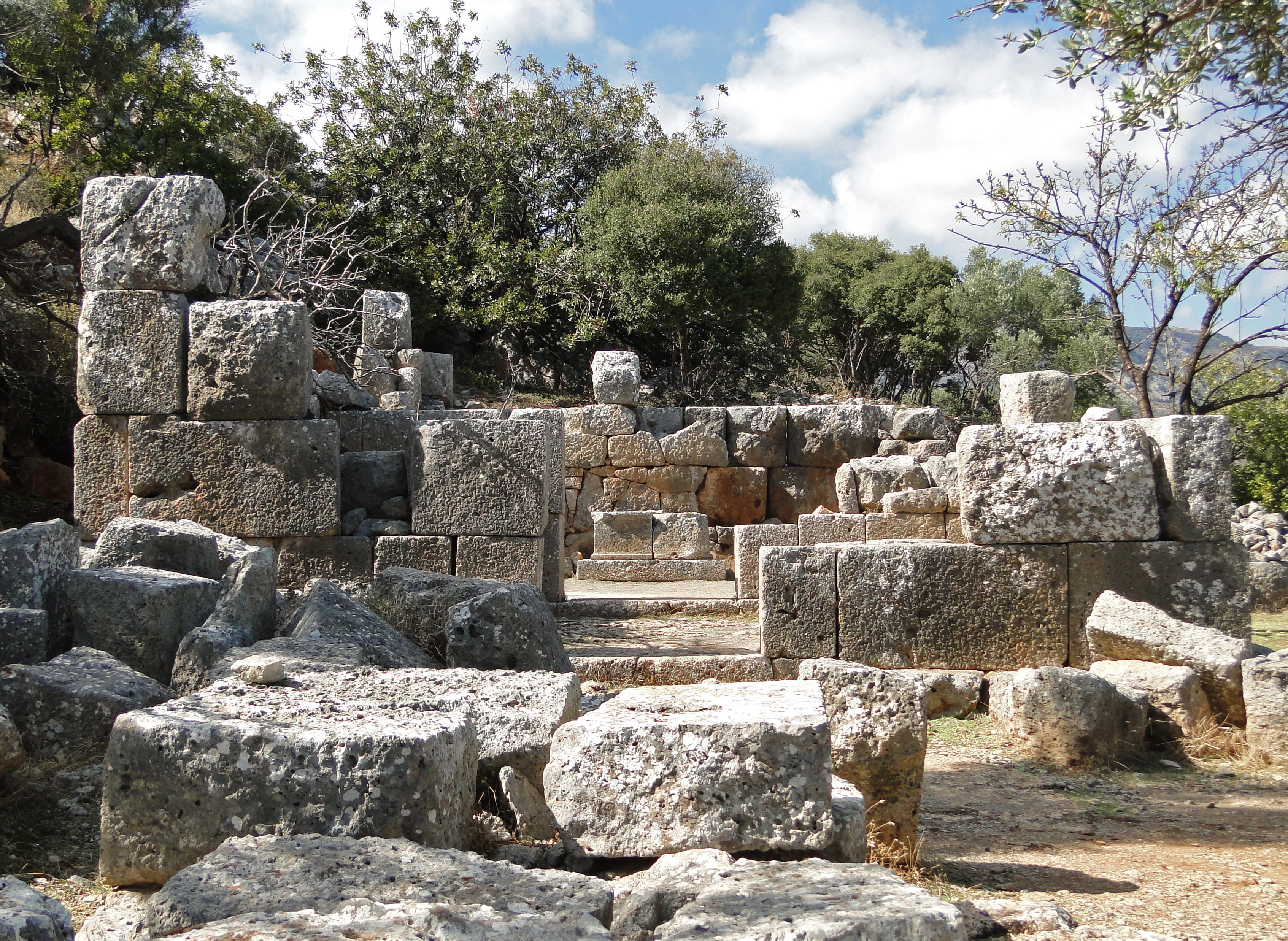
Le grand temple.
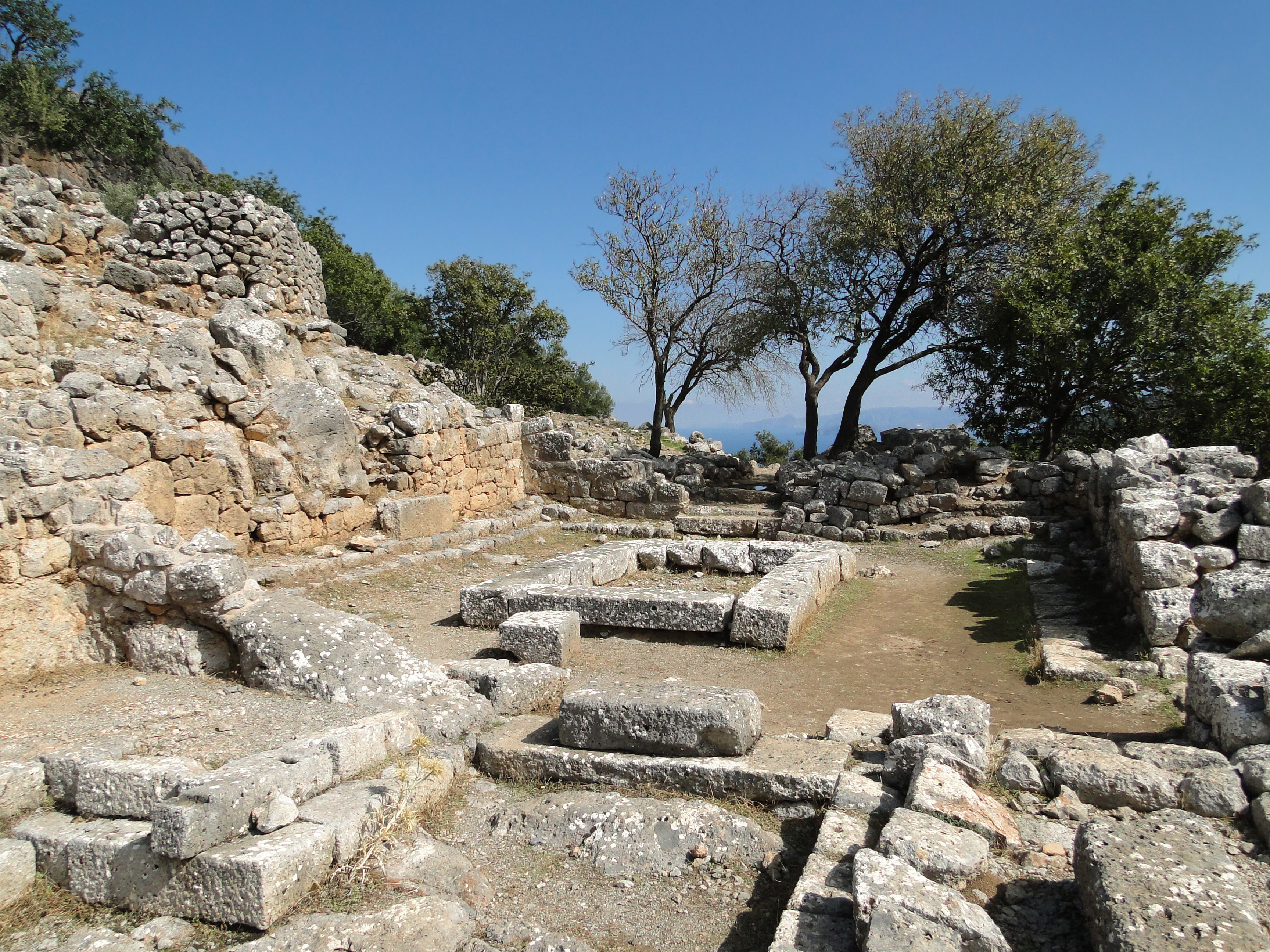
Chambre orientale du prytanée.
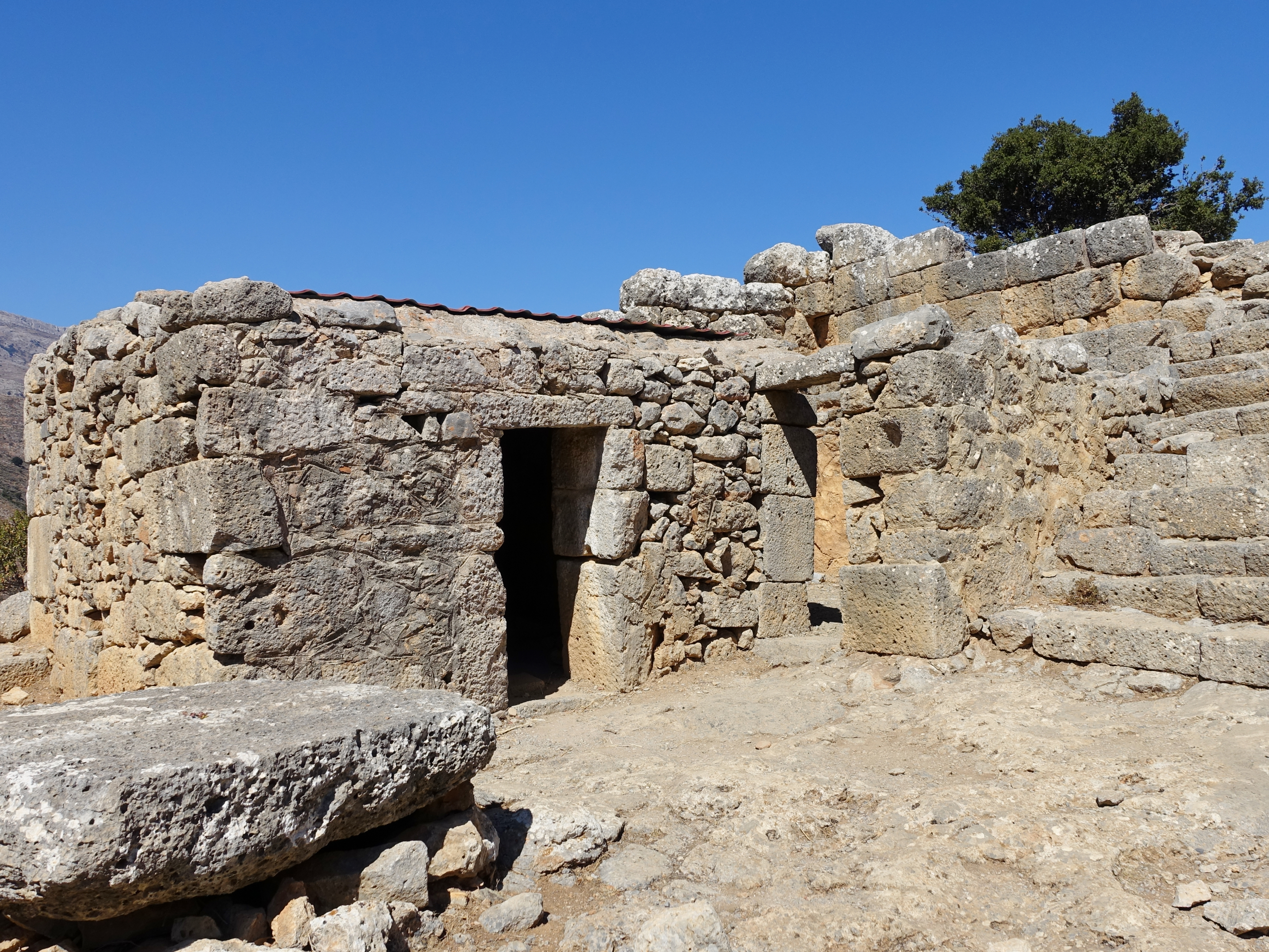
Bâtiment près de l'agora.